# Paracoccus interceptus
Paracoccus interceptus är en insektsart som beskrevs av Ireneo L. Lit 1997. Paracoccus interceptus ingår i släktet Paracoccus och familjen ullsköldlöss. Inga underarter finns listade i Catalogue of Life.